# Băutură

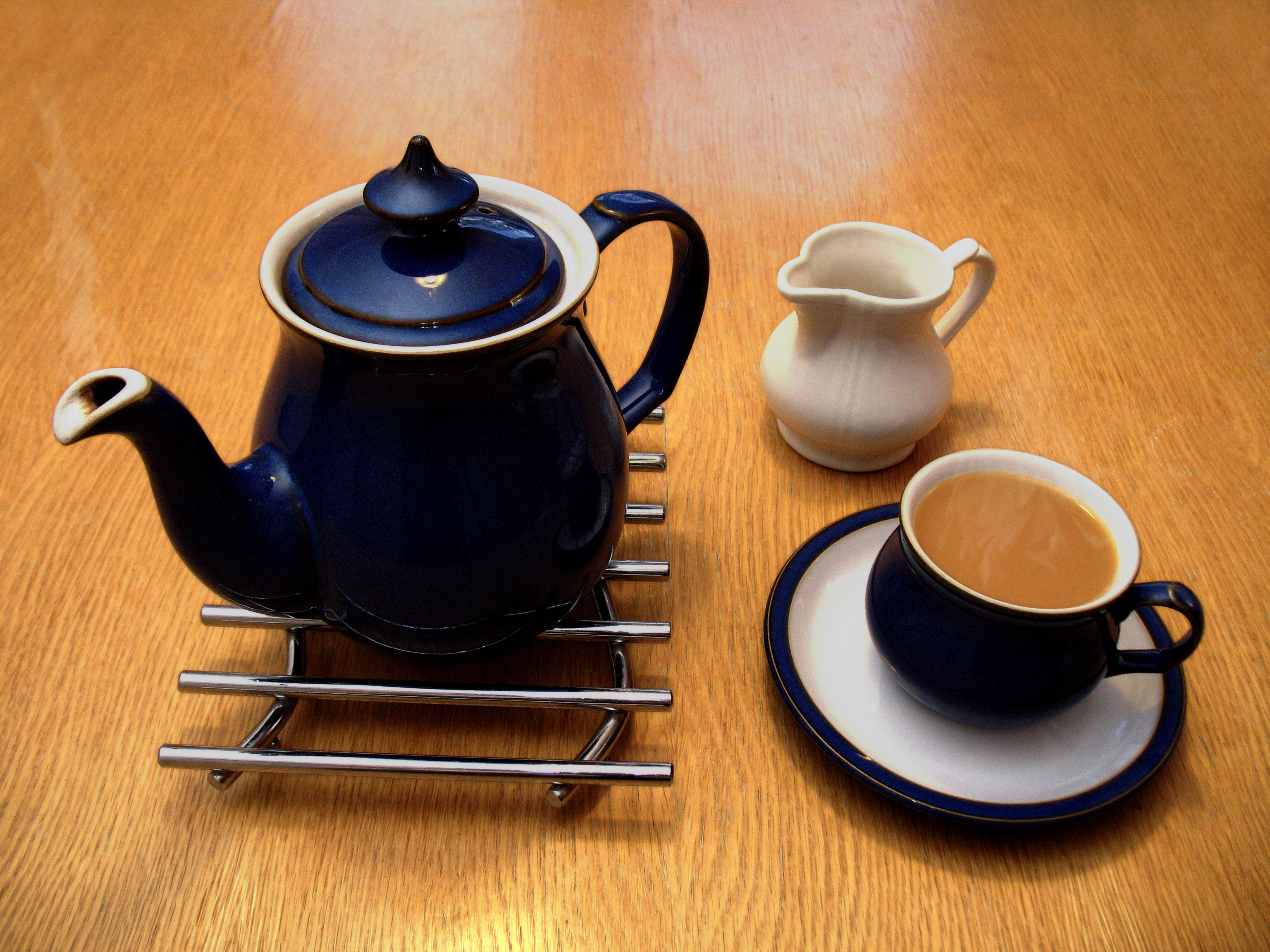
A doua cea mai consumată băutură din lume, ceaiul

Băuturile sunt lichide folosite pentru potolirea setei sau în prepararea anumitor feluri de mâncare.